# Viso del Marqués
Viso del Marqués è un comune spagnolo di 2 524 abitanti situato nella comunità autonoma di Castiglia-La Mancia.